# Seznam Jediů
Toto je seznam Jediů, příslušníků fiktivní náboženské organizace a rytířského řádu z filmové ságy Star Wars.

## Aayla Secura

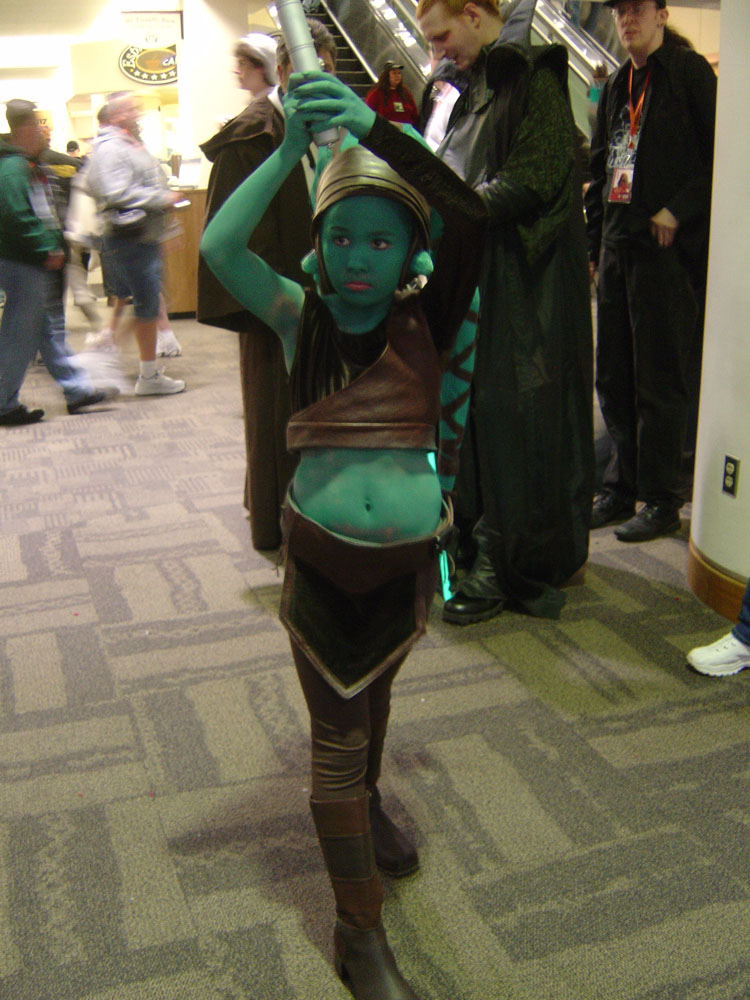
Aayla Secura na Star Wars Celebration III

Aayla Secura pochází z Rylothu. Je to twi'lecká žena a velmi dobrá a mocná bojovnice se dvěma světelnými meči. V animovaném seriálu Klonové války se objevuje v několika epizodách a bojuje po boku mnoha Jediů jako je Ahsoka Tano, Luminara Unduli nebo Mistr Yoda. Vedla výpravu na planetě Felucia, kde i zemřela rukou vlastního vojska dle rozkazu 66, který vydal kancléř Palpatine (Darth Sidious). Měla jeden modrý světelný meč a jeden zelený, takže se neví, zda byla konzulkou Jedi anebo ochráncem Jedi.

## Adi Galia
Adi Gallia, Tholothianka pocházející z Coruscantu, byla mistryní řadu Jedi. Měla křeslo v radě, kde seděli pouze ti nejdůležitější a nejmoudřejší Jediové. Společně s nimi se stala svědkem krize, jež vyústila v rozkol Staré republiky na Konfederaci nezávislých systému a Republiku. Zúčastnila se Klonových válek, které z krize vyplynuly, v nichž zahynula rukou Savage Opresse, učedníka Dartha Maula.
Narodila se na Coruscantu, v blíže neznámém datu před bitvou o Yavin. Již brzy byla sebrána svým rodičům Jedii, kteří ji vzali do chrámu, kde z ní vycvičili schopnou rytířku řádu Jedi. Díky její moudrosti a zkušenosti se jí brzy dostalo křesla v radě, kde se zapojila do rozhodování celého řádu Jedi. Byla první, kdo upozornila mistra Qui-Gon Jinna, že kolem planety Naboo se schyluje něco nekalého, souvisejícího s Obchodní federací. Po návratu Qui-Gonna byla stejně jako mnoho dalších Jediů proti myšlence zaučit Anakina Skywalkera učení Jediů. 

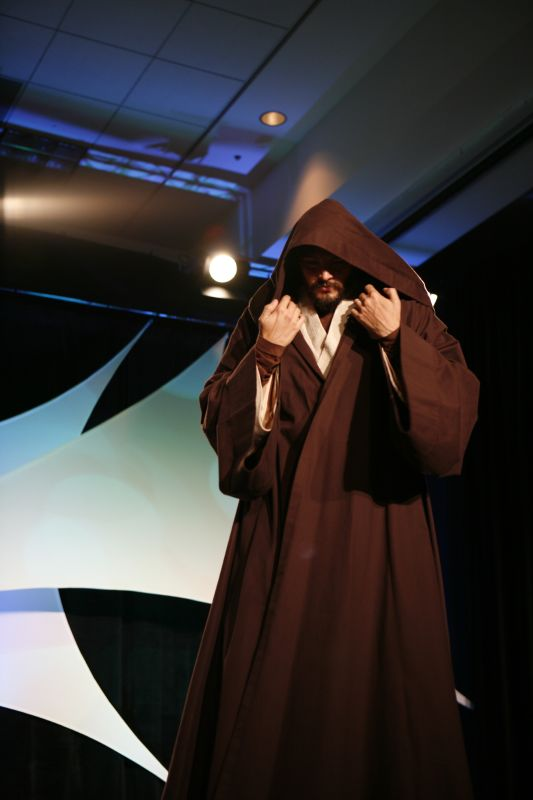
Obi-Wan Kenobi bojoval po boku Gallie v okamžiku její smrti

Zúčastnila se šíleného vysvobození Anakina Skywalkera, Padmé Amidaly a Obi-Wan Kenobiho na Geonosis, kde se zapojil i do pozdější pozemní bitvy na geonosiských pláních. V Klonových válkách se ukázala jako zdatná bojovnice - po boku Anakina Skywalkera zachránila mistra Jedi Eatha Kotha a po boku mistra Jedi Kita Fista zase zachránila úderný tým z věznice Citadela. Utkala se i se smrtonosným generálem Grievousem, který ji porazil, ale vše byla pouze past - brzy byla zachráněna útočným týmem Obi-Wana Kenobiho. S ním také podnikla svoji poslední a osudovou misi. Když Obi-Wan pátral po Darthu Maulovi ve Vnějším okraji, podařilo se mu jeho stopu zachytit na planetě Florrum. Zde se utkal s bývalým učněm Dartha Sidiouse a s Maulovým učedníkem, jeho vlastním bratrem, Savage Opressem. Právě Savage Opress v boji konfrontoval Adi Galliu - ta pod jeho zběsilými útoky musela ustupovat, až už neměla kam. Opress ji udeřil a následně probodl svým světelným mečem. Adi Gallia zahynula, ale díky její oběti se Obi-Wanovi později podařilo Maula s Opressem z planety vyhnat.

## Agen Kolar
Agen Kolar je zabrak z Iridorie a mistr Jedi. Byl známý jako vynikající šermíř. Vycvičil padawana Tana Yustera. V klonových válkách se stal generálem republikové armády a dokonce i členem Nejvyšší rady Jediů. Byl zabit Palpatinem jako první ze čtyř Jediů, kteří se ho vydali zatknout protože byl odhalen jako Sithský lord Darth Sidious. Agenova smrt odstartovala jedijskou čistku, která téměř vyhubila řád Jediů.
Kolar byl v brzkém věku odvezen z Iridonie na Coruscant, aby byl podroben Jedijskému výcviku. Propracoval se až na hodnost mistra Jedie a cvičil lidského padawana Tana Yustera. Agen byl v řádu znám zejména jako jeden z nejlepších šermířů.  Kolar byl i se svým padawanem Yusterem vyslán do Geonosiské arény jako člen záchranného týmu 212 Jediů vedených mistrem Windu na záchranu Obi-Wana Kenobiho, Anakina Skywalkera a Padmé Amidaly. Zde Jediové bojovali proti separatistickým droidům. Droidi měli velkou převahu a většina Jediů včetně Tan Yustera zahynula. Zbyla jen hrstka přeživších Jediů včetně Agena Kolara. Nakonec do arény přiletěl na pomoc mistr Yoda s novou republikovou klonovou armádou a z Agena se stal republikový generál. Potom s ostatními Jedii bojoval v následné bitvě o Geonosis, která odstartovala Klonové války a po vítězství republiky se vrátil na Coruscant.
Po bitvě o Geonosis se Agen Kolar stal členem nejvyšší rady Jediů, kde dočasně nahradil Eetha Kotha. Byl přítomen při zasedání, kde se řešilo, jestli bude Anakin Skywalker jmenován rytířem Jedi a nakonec mistr Yoda rozhodl, že ano.  Mistr Kolar byl vyslán s Plo Koonem, Shaak Ti a klonovými vojáky do bitvy na planetu Brentaal IV. V této těžké misi padlo mnoho vojáků a Kolar byl i na chvíli uvězněn. Zjistil zde, že Jedi Quinal Vos se přidal k temné straně síly a stal se Dookoviým učedníkem, a tak ho Kolar pronásledoval na Nar Shaddaa. Zde začal nelítostný souboj ve kterém nakonec Vos zvítězil. Kolar se ho snažil přemluvit, ať se s ním vrátí na Coruscant a stane se znovu Jediem, ale Vos to odmítl a chtěl Kolara zabít. Ten těsně unikl a vrátil se na Coruscant.   Později byl v Klonových válkách připojen k mistrovi Windu, Saesee Tiinovi a Kit Fistovi, aby zničili skupinu námezdních lovců. Odcestovali tedy na vesmírnou stanici Rig. Nakonec byl zásahový tým Jediů úspěšný a zničil i lovce jménem Mika.
Potom Kolar společně s Aaylou Securou a Voolvifem Monnem bojoval ve Vnějším okraji na ledové planetě proti krabím doridům, ale všichni Jediové byli nakonec uvězněni v bublinách, které vytvořili krabí droidi. Zachránil je ale přílet novopečeného rytíře Anakina Skywalkera, který zničil všechny krabí droidy a vysvobodil Jedie z bublin. Potom se Agen vrátil do Chrámu Jediů.  Když generál Grievous napadl Coruscant, bojoval Agen Kolar proti Confederate Navy. Protože Grievous unesl kancléře Palpatina, byl Agen Kolar s Pablo-Jillem a Saeseem Tiinem odvoláni z bitvy a měli zachytit Grievousův únikový raketoplán, ale nepovedlo se jim to. Kancléře nakonec zachránil Anakin Skywalker a Obi-Wan Kenobi. Ke konci klonových válek byl Agen Kolar znovu přijat do nejvyšší Rady Jediů, kde opět nahradil TEž ZAbraka Eetha Kotha. Účastnil se zasedání, kdy byl Anakin Skywalker na žádost kancléře Palpatina přijat do Rady Jediů, ale nebyl mu udělen titul mistra. Dále byl u zasedání, kde byl Obi-Wan nasazen na Utapau, aby zničil generála Grievouse.
Ke konci války Agen Kolar pobýval v Chrámu. Anakin Skywalker řekl mistrovi Windu, že kancléř Palpatine je Sithský lord, a tak se ho Windu s Agenem Kolarem, Saeseem Tiinem a Kit Fistem vydali zatknout. Čekalo se, že Agen jako výborný šermíř bude teď velmi platný. Kolar však velmi zklamal, protože byl Sidiousem zabit ze čtyř Jediů jako první, a to jedním úderem. Zbylí tři Jediové byli zabiti také a jejich smrt odstartovala Jedijskou čistku, která málem vyhubila všechny Jedie.

## Anakin Solo
Anakin Solo je třetí dítě Hana Sola a princezny Leiy a nezůstával za svými staršími sourozenci v ničem pozadu. Byl rovněž velmi silný v Síle, což byl jeden z důvodů, proč byl on a jeho sourozenci v minulosti častými oběťmi únosů. Anakin pojmenovaný po svém dědečkovi z matčiny strany se narodil v období zmapovaném komiksovým příběhem Toma Veitche Temné Impérium.
Ještě jeho těhotné matky se dotkl klon císaře Palpatina a nenarozený Anakin tak už měl možnost poznat temnotu, která ho později pronásledovala po celý jeho život.
Své velmi rané dětství musel strávit s chůvou Winter na planetě Anoth, kterou pro něj a starší dvojčata Jainu a Jacena vyhledal jejich strýc Luke Skywalker, aby byly v bezpečí před okolním světem. Po prozrazení lokace Anothu si Leia raději vzala všechny děti zpět na Coruscant. Ani tam však Anakin nebyl uchráněn před nebezpečím. Spolu se svými sourozenci byl několikrát unesen, ale naštěstí se nakonec všichni vrátili domů.
Zpočátku hodně žárlil na své sourozence, kteří už studovali a Akademii a on ještě ne. V té době měl svůj sen, že se jednou stane mocným Jedim. Později i Anakin začal studovat u svého strýce na Akademii na Yavinu 4 a dělal čest svému jménu. Ze všech tří děti Hana Sola a princezny Leiy měl největší podíl Síly. Tento fakt však chlapce už od počátku velmi děsil. Každou noc ho pronásledovaly noční můry, ve kterých končil v brnění a Vaderově masce, a Anakin se obával, že by mohl skončit právě jako nový Vader.
S upovídanou dívenkou jménem Tahiri Veila a starým mistrem Ikritem zachránili duše mladých Massassiů a prožívali ještě další dobrodružství – podařilo se jim najít Obi-Wanův meč a nakonec porazili zlého Orloka. Také se společně Tahiri a Ikritem vydali na Dagobah, kde Anakin čelil nástrahám temné jeskyně a podařilo se mu tam uzavřít jakési "příměří" s temnotou uvnitř sebe.
Když do Galaxie vpadly armády Yuuzhan Vongů, Anakin se dlouho obviňoval ze smrti otcova dlouholetého přítele Chewbaccy, která Hana zlomila. Tehdy Chewie zachránil Anakinovi na Sernpidalu život, ale Anakin ho byl nucen nechat na planetě odsouzené ke zkáze, když se rozhodl zachránit obyvatele, které Han nalodil na Sokola. Chlapec poslechl hlas rozumu a učinil nejtěžší rozhodnutí ve svém životě. Třebaže věděl, že zachránil mnoho životů, nikdy si toto rozhodnutí neodpustil.
Anakin měl jisté osobní charisma a vůdčí schopnosti a mnoho jeho přátel ho považovalo za neporazitelného bojovníka a bralo si z něj příklad. Jako každý Solo však měl také horkou hlavu a velkou dávku odvahy. Když byla ustanovena speciální jednotka Jediů, která měla za úkol zničit voxyny – hrozbu pro Rytíře Jedi, byl to právě Anakin, kdo skupince velel, třeba že vůbec nebyl nejstarším členem.
Právě při plnění tohoto úkolu hrdinně položil svůj život. Bylo mu sedmnáct let. Anakin projevoval prazvláštní talent, co se týče technických aparátů. Stačil mu prý jediný pohled na nějaké poškozené zařízení a hned věděl, co je pokažené.

## Depa Billaba
Depa Billaba je mistryní Jedi, dříve trénovaná Mace Winduem, a také byla členem Rady Jediů. Jejím domovem je Coruscant. V kořeni nosu má dvě piercingové kuličky. Aby uctila své mrtvé rodiče, přijala tradiční kulturu rasy Chalacta, k níž patřila. Jako člen Rady Jedi nahlížela do myslí žádaných osob.
Když jí bylo 6 měsíců, byla její rodina povražděna vesmírnými piráty. Mace Windu ji však zachránil a okamžitě vycítil její silné spojení se Silou. Když dosáhla správného věku, přijal ji jako svoji padawanku a trénoval ji v Síle a boji se světelným mečem, zejména technikou Vaapad. Na Coruscantu se učila používat své mimořádné schopnosti pro dobro Galaxie.
Během Klonových válek, byla poslána na domovskou planetu Mace Windua Haruun Kaal, aby vycvičila místní obyvatele k boji proti separatistům. Zde se však v důsledku špatností války na planetě a špatného vlivu místního šamana přiklonila k temné straně Síly. Nakonec napadne i svého bývalého mistra a těžce jej zraní. Když nakonec zjistí, co provedla, pokusí se o sebevraždu. Mace jí v tom sice zabrání, ale i tak o ni přijde, protože se Depa ze svého činu psychicky nikdy nedokázala vzpamatovat.
Zemřela při ochraně svého padawana Kanana Jaruse během vydání Rozkazu 66.

## Jaina Solo
Jaina Solo se objevila v různých románech, například v trilogii Akademie Jedi od Kevina J. Andersona, nebo ve sběratelské stolní hře Star Wars Miniatures. Je nejstarší dítě Hana Sola a Leii Organy, i když je od svého dvojčete Jacena jen o několik minut starší.
Už krátce po narození byla i se svým bratrem v ohrožení života. Když se k dvojčatům připojil i chlapec Anakin, Leia se obávala o bezpečí dětí. Protože se v té době už vědělo, že jsou to Vaderovi vnuci, Luke Skywalker a admirál Ackbar pro ně našli planetu Anoth, kterou znali jen oni dva. Na Anothu se o Jainu a její bratry starala Leina dlouholetá přítelkyně Winter. Když byly dvojčatum asi dva roky, mohla si je konečně vzít Leia zpátky na Coruscant, kde Jacen s Jainou začali poznávat svět. Jaina byla se svým dvojčetem spjata velmi úzce. Možná ještě více než její matka a strýc, protože dvojčata měla tu možnost odmala vyrůstat spolu. Už od útlého věku si spolu díky svazku se Sílou rozuměli beze slov a často jeden z nich dokončoval větu toho druhého. Když se po nezdařeném pokusu o únos prozradilo umístění Anothu a Anakin byl převezen na Coruscant, Jaina nad ním začala držet své ochranné ručky, byť sama byla jen o něco starší než on. Když se je pokusil unést lord Hethrir, byla to právě Jaina, která byla nad věcí a poznala, že jim lže. Bohužel ve svém pracovním vytížení neměla Leia na své děti příliš času, takže náhradní matkou pro Jainu a její bratry se stala Winter a chlupatý 'strejda' Chewbacca, kterého měly všechny děti velmi rády a často s ním trávily čas na jeho domovské planetě Kashyyyku.
Okolo dvanáctého roku života konečně i se svým dvojčetem začala studovat na akademii na Yavinu 4. Její přátelství pomohlo sirotkovi Zekkovi k návratu od temné strany. Když přišel čas na individuální trénink stala se Jaininou učitelkou její teta Mara Jade Skywalker. Když do galaxie vpadla násilnická rasa Yuuzhan Vong, Jaina přerušila svůj jedijský trénink a usazená v kokpitu stíhačky potírala jako členka eskadry Rogue útoky nepřítele. V jednom boji, krátce po ztrátě dobré přítelkyně, byla její loď zničena a Jaina sama utrpěla vážná zranění a na čas přišla o zrak. V čase její zdravotní dovolené se toho událo opravdu hodně. Nejdříve Jediové ztratili svou Akademii, a pak dokonce Yuuzhané stvořili živočicha, který dokázal vypátrat Sílu a zabíjel rytíře Jedi s lehkostí. Jaina se jako dobrovolník přihlásila do komanda, kterému velel její bratr Anakin a které mělo za úkol zničit královnu Voxynů. Když Anakin padl v boji, Jaina neudržela svůj vztek a sáhla po Temné straně Síly, s jejíž pomocí dokázala vyvolat blesky a s jejich pomocí v hněvu zabíjela. Až do konce války statečně bojovala tam, kde jí bylo třeba - ať už na zemi nebo ve vesmíru. Přesto však nezískala potřebný klid. Zatímco se její bratr odešel toulat po galaxii a hledat smysl Síly, ona i po pěti letech trávila svůj čas nejčastěji s těmi, kteří přežili masakr na Myrkru. To poznamenalo i její vztah s Jaggedem, který se nakonec vrátil domů do prostoru Chissů, kteří sami měli jisté problémy, o kterých se však na veřejnost příliš nedostalo.
Jaina se zbytkem úderného týmu jednou zachytila volání na vlnách Síly, které pocházelo z oblasti blízké Chissům. Volání bylo tak silné, že přivábilo i Jacena a také Tahiri s Tekli, které přiletěly až ze Zonamy Sekot. Patřilo Raynarovi Thulovi, který byl roky považován za mrtvého. Místo toho sjednotil hmyzí národ Killiků a nyní volal své dávné druhy ve zbrani, aby mu pomohli válčit proti Chissům, kteří podle všeho Killiky ohrožovaly. Mladí Jediové ho bez debat poslechli, čímž vyvolali nový válečný konflikt, který nakonec museli pomoci vyřešit až Jainini rodiče a Skywalkerovi, kteří odhalili existenci tajného killického hnízda, o kterém nikdo neměl ani ponětí.
Třebaže mezi Jainou, Zekkem a Killiky už vyrostlo silné pouto, vrátili se oba mladí rytíři nakonec domů. Ještě ale nebylo vyřešeno vše.
Zajímavost: Jaina měla velké mechanické dovednosti (nejspíš zděděné po otci).

## Ki-Adi-Mundi
Ki-Adi-Mundi byl jeden z mála v radě Jedi. Jeho nejnápadnějším znakem byla zvětšená lebka obsahující binární mozek podporovaný druhým srdcem. Narodil se na odlehlé planetě Cerea. Ve čtyřech letech byl přepraven na Coruscant do chrámu Jedi, kde podstoupil jediský výcvik. Trénoval ho mistr Jedi Yoda. O dvacet let později se jako rytíř Jedi vrátil na Cereus a tam působil jako dohlížeč cereanských systémů.
Ki-Adi-Mundi po svých objevech na Tatooine zaujal trvalé místo v radě Jedi, jako náhrada za nedávno padlého mistra Micaha Giietta. Po přijetí mu byl udělen oficiálně titul Jedi. Později si nalézá na Tatooine mladého padawana jménem A'Sharad Hett, ten jej doprovází na několika taženích a pak jej předává do rukou Temné ženy.
Mistr Mundi byl jeden z 212 Jediů poslaných na záchrannou akci Obi-Wana Kenobiho, Anakina Skywalkera a senátorku Padmé Amidalu uvězněných na Geonosis. Droidská armáda zabila většinu poslaných Jediů, mezi zbylými Jedi byl i Ki-Adi-Mundi. Jako mnoho z nich se i Ki-Adi-Mundi stal generálem Republikové armády.
Roku 19 BBY byl vydán Palpatinem Rozkaz 66. Velitel Bacara a jeho mariňáci rozkazu uposlechli a spustili palbu na Mundiho. I přes své překvapení zvládl odrazit světelným mečem několik střel, než jej palba usmrtila.

## Kit Fisto
Kit Fisto je původem Nautolan z vodního světa Glee Anselm. Do rady Jedi zasedl v roce 19 BBY po smrti Colemana Trebora. Mistr Fisto byl bývalý padawan Mistra Yody. Kit Fisto si jako jediný dokázal vyrobit světelný meč fungující pod vodou. Pokusil se o to i Trebor, též vodní druh, ale nepodařilo se mu to. Kit Fisto se ověřil ve svých zkušenostech v bitvě na Geonosis, kde bojovalo přes 200 Jediů (někdy se uvádí 202, někde 217). Jeho hlavové ocasy jsou citlivé na pach a pot, proto je schopen rozeznat, co se nepřítel chystá udělat. Nikdy neztrácí chladnou hlavu a emoce nechává stranou. K padawanům ve chrámu Jediů se vždy chová laskavě a ochotně. Jeho Padawanem je Nahdar Vebb, kterého zabije v Klonových válkách Generál Grievous.
Tento mistr Jedi zemřel při pokusu o zatčení kancléře Palpatina. Byl jako třetí zabit při nečekaném útoku imperátora.

## Luminara Unduli
Luminara Unduli byla mirialanská mistryně Jedi, která jistý čas zasedala v radě Jediů. Jako jedna z mála přežila záchranou operaci na Geonosis. Léta tréninku a píle vedly k ohebnosti jejích kloubů. Díky této schopnosti měla skvělý styl boje se svou padawankou Bariss Offee.
Unduli se specializovala na boj ve dvojici, který se svou padawankou dovedla k dokonalosti. Nebýt rozdělení těchto dvou Jediů, Luminara by možná přežila i Rozkaz 66. Její poslední mise byla společná s mistrem Yodou. Byla poslána na Kashyyyk, kde stanula v čele obrany na pobřeží wookieeské vesnice. Ještě před klonovými válkami pomáhala Obi-Wanovi a jeho tehdejšímu mistrovi Qui-Gon Jinnovi s hledáním zločince Arhwena Cohla, který byl stejné rasy jako Luminara. Přednášela o bojových technikách v chrámu Jediů. Mezi studenty byla oblíbená pro svůj zvláštní smysl pro humor, kterému rozuměl snad jen dětský mozek a mistr Yoda. Luminara byla přibližně stejně stará jako mistr Kenobi. Tajně mu záviděla křeslo v radě Jediů, ale nikdy na sobě nedala nic znát a možná proto už nedostala druhou šanci. Byla zabita na Kashyyyku během Rozkazu 66 svými klony pod velením comandéra Faie, které ho později zabil Quinlan Vos.

## N'Kata Del Gormo
N'Kata Del Gormo znamená Velký Duch Světlé Strany Síly. Je čtyřoký a čtyřruký, což připomíná osvíceného Buddhu - člověka jménem Siddhártha Gauthama, který se stal nesmrtelným bohem - vychází z toho, že umění Jedi se nápadně podobá právě Buddhismu, a zároveň bojovým uměním dálného východu. (Shao-Lin, Ninjutsu, apod.). Přibližně mezi lety 850 a 800 BBY žil Gormo na planetě Hysalria, a on sám se proto označuje jako Hysalrian, avšak jeho přesný původ není známý. Gormo existoval více než 100 000 roků a za tu dobu vycvičil ohromné množství rytířů Jedi.
Gormo cvičil mnoho padawanů:
- Vandar Tokare
- Polvin Kutt
- Yaddle
- Yoda
- Lahru
- Pra-Tre Veter
- Minch
- T'Dai
- Oteg
- Rajivari
- Sifo Dyas
- Yarael Poof
- Zhar Lestin
- Dorak
- Yuon Par
- Cala Brin
- Garon Jard
- Ters Sendon
- Biel Ductavis
- XoXaan
- Xendor
- Arden Lyn
- Awdrysta Pina
- Celeste Morne
- Karness Muur

Mezi lety kdy byl Gormo na Hysalrianu, ztroskotal na této planetě Yoda se svým lidským přítelem. Gormo cítil, že jsou oba citliví na Sílu a tak je začal v Síle cvičit. Když byli na konci svého výcviku a stali se rytíři Jedi, přiletěla k planetě republiková loď, která reagovala na jejich nouzový signál. Od té doby není o Gormovi žádná další zmínka.
N'Kata Del Gormo byl vytvořen Chuckem Hamiltonem, fanouškem Star Wars poté, co byla roku 1995 vyhlášená soutěž časopisem Galaxy, aby čtenáři vytvořili zcela nové, nepůvodní druhy, na základě původní filmové trilogie Star Wars. Hamilton dostal čestné uznání ve Star Wars Galaxy 9 (1996).

## Saesee Tiin
Saesee Tiin je mistr řádu Jedi, pocházející z planety Iktotchu, měsíce Iktotchonu. Žil v době zániku staré Republiky. Byl považován za jednoho z nejlepších pilotů řádu Jedi. Létal v stíhačce Sharp Spiral, přestavěné SoroSuub Cutlass-9, kterou mu věnoval vděčný coruscantský diplomat. Působil také jako oficiální prostředník mezi řádem Jedi a Syny svobody, organizací, která nepatřila k řádu Jedi, ale pomáhala mu v plnění speciálních misí. V animované sérii Clone Wars se tento Jedi účastní až heroického kousku, skoku z jedné, už tak poničené lodi do druhé, během velké bitvy o planetu Coruscant, kterou začíná film Star Wars:Epizoda 3 Pomsta sithů.
Jeho osobní stíhačkou je již zmíněná Sharp Spiral, ale jako u většiny Jediů ne jediná. Do jeho arzenálu připadají tímto Jediem neoblíbená Delta 7 Aethersprite a Eta 2 Actiss.
Byl zavražděn při zatýkání kancléře Palpatina neboli Dartha Sidiouse.

## Shaak Ti
Shaak Ti byla velmi mocnou mistryní Jedi a mezi léty 26 a 19 BBY členkou její rady v dobách klonových válek. Poprvé se objevila ve filmu George Lucase Star Wars: Epizoda II – Klony útočí při bitvě o Geonosis. V epizodě III ji v chrámu Jediu zabil Anakin Skywalker.

## Plo Koon
Plo Koon je fiktivní postavou ze světa Star Wars. Je původem Kel Dor z planety Dorin. Byl to jeden z nejlepších mistrů řádu Jedi a byl členem rady Jediů. Byl velmi dobrým pilotem. Na obličeji nosil masku. Měl velmi citlivé orgány.
V mnoha bitvách bojoval se svým přítelem mistrem Qui-Gon Jinnem. Jako jeden z mála Jediů přežil akci v Geonosiské aréně na záchranu Obi-Wana Kenobiho, Anakina Skywalkera a senátorky Padmé Amidaly. V klonových válkách bojoval jako generál Republikové armády.
Měl velký citový vztah k Ashoce Tano. Byl zabit ve stíhačce vlastními klonovými vojáky při rozkazu 66, který vydal Sithský lord Darth Sidious.

## Vandar Tokare
Vandar Tokare se narodil přibližně roku 4225 před bitvou o Yavin a zemřel po Občanské válce Jediů v roce 3952 před Bitvou o Yavin. Byl velmistr řádu Jedi a patřil do stejné rasy jako Mistr Yoda.
Vycvičil mnoho Jediů, mezi nimi i Revana, který se však přidal k Temné straně síly. Velmistr Vandar Tokare jej však s kolegy z rady dokázal přivést zpátky ke Světlé straně tím, že mu vymazal paměť. Poté ho na Dantooinu pomohl vycvičit znovu ve způsobech rytířů Jedi a vyslal ho na misi najít informace, které povedou k odhalení přesné polohy starobylé vesmírné stanice Star Forge, kterou stvořila zaniklá civilizace Rakatů, a kterou Darth Revan s Malakem zneužili k vytvoření mocné sithské armády. Vandar Tokare dokázal uniknout smrtícímu úderu sithské armády na Dantooine, když byla zdejší akademie rytířů Jedi odhalena, a zúčastnil se po boku Admirála Forny Dodonna bitvy o Star Forge.
Obecně se má za to, že Velmistr zemřel při masivním útoku temného pána ze Sithu Dartha Nihiluse, který z Jediů vysál při jejich konkláve na Katarru veškerou životní sílu. Stal se tedy jednou z mnoha obětí prvního vyhlazení Jediů.